# Рождественский, Иван Васильевич
Иван Васильевич Рождественский (1815—1882) — протоиерей Русской православной церкви, настоятель Малой церкви Зимнего дворца, член Св. Синода.

## Биография
Родился 18 (30) января 1815 года в селе Богоявленский Погост, Вязниковского уезда Владимирской губернии. Его отец, священник Василий Гаврилович, рано овдовел и поступил в Рождественский монастырь в г. Владимире; вместе с отцом в монастыре жил и сын, что оказало на него большое влияние. Он был отдан во Владимирское духовное училище, затем учился во Владимирской духовной семинарии, откуда в 1833 году семинарским начальством был избран и отправлен в Санкт-Петербургскую духовную академию — в состав XII курса. Академию он окончил в 1837 году третьим магистром богословия.
Начал преподавать в Рязанской семинарии, но уже в августе 1838 года был переведён в Санкт-Петербургскую семинарию на кафедру сначала словесности, а в следующем году и гражданской истории. Преподавал недолго, поскольку в июле 1839 года он был определён настоятелем выстроенной при Дворянском полку церкви и законоучителем воспитанников полка. «Уроки его были так занимательны, что в числе слушателей находились не только католики и протестанты, но и мусульмане; ни догматического, нетерпимого тона, ни ультрамонтанства, ни риторических фраз, ни чванных поучений, ни упреков за ним не водилось, — он знал и применял одно нравственное влияние, убеждение силой логики и спокойную справедливость; и его педагогический успех был поразителен, его уроки церковной истории слушались со вниманием и увлечением, его самого слушались не за страх, а за совесть».
Его преподавательская деятельность была замечена и он получил место преподавателя у Великих князей; с 1846 по 1849 год он был законоучителем в артиллерийском училище.
В 1850 году отдельным сборником были изданы в Санкт-Петербурге его речи, которые ранее печатались в «Журнале для чтения воспитанников военно-учебных заведений» и перепечатывались в «Христианском чтении»; 30 сентября 1855 года он был назначен в комитет, учреждённый с целью издания книг для простолюдинов под руководством Св. Синода.
В 1860 году Рождественский стал преподавать Закон Божий детям императора Александра II, а в 1862 году был назначен протоиереем Малой церкви Зимнего дворца. В 1865 году он был призван к присутствованию в Св. Синоде, а с 1874 года стал членом Синода.
В начале декабря 1881 года тяжело заболел и 10 (22) октября 1882 года скончался; похоронен на Смоленском православном кладбище на 1-й Параллельной дорожке, впоследствии названной Рождественской.
В числе его наград были: митра, ордена Св. Александра Невского с алмазными украшениями, Св. Владимира 2-й степени и Св. Анны 1-й степени.